# Clinopodium speciosum
Clinopodium speciosum là một loài thực vật có hoa trong họ Hoa môi. Loài này được (Hook.) Govaerts mô tả khoa học đầu tiên năm 1999.